# Эстевес, Скарлетт
Скарлетт Эстевес (англ. Scarlett Estevez; род. 4 декабря 2007, Лос-Анджелес, Калифорния) — американская актриса. Известность ей принесли роли в фильмах «Здравствуй, папа, Новый год!», «Здравствуй, папа, Новый год! 2» и сериале «Люцифер».

## Биография
Скарлетт Эстевес родилась 4 декабря 2007 года в Лос-Анджелесе. Дочь Саманты Вайль, племянница актрисы Лайзы Вайль.
Начала сниматься в рекламе в возрасте 3 лет. На её счету более 25 роликов, в том числе для KFC, Toyota, Wendy's и других компаний.
В 2013 году дебютировала на телевидении. С 2015 по 2021 год снималась в сериале «Люцифер».
В 2018 году озвучила Иззи в мультфильме «Гринч».

## Фильмография
| Год       |     | Русское название                      | Оригинальное название                        | Роль                                |
| --------- | --- | ------------------------------------- | -------------------------------------------- | ----------------------------------- |
| 2013      | с   | Искупление Дэйва                      | Redeeming Dave                               | симпатичная девочка                 |
| 2013      | кор | Волшебный браслет                     | The Magic Bracelet                           | юная Эшли                           |
| 2013      | ф   | Любить кого-то                        | Someone to Love                              | Эбигейл                             |
| 2015      | кор | Сильно запутанная тайна средней школы | The Massively Mixed-Up Middle School Mystery | юная Мендоса                        |
| 2015      | ф   | Здравствуй, папа, Новый год!          | Daddy's Home                                 | Меган                               |
| 2015—2021 | с   | Люцифер                               | Lucifer                                      | Беатрис «Трикси» Эспиноса           |
| 2015—2021 | мс  | Если дать мышонку печенье             | If You Give a Mouse a Cookie                 | Эсме Луиза                          |
| 2017      | ф   | Здравствуй, папа, Новый год! 2        | Daddy’s Home 2                               | Меган                               |
| 2018      | мс  | Ручей Крейга                          | Craig of the Creek                           | Рокси                               |
| 2018      | мф  | Гринч                                 | The Grinch                                   | Иззи, подруга Синди Лу              |
| 2019—2021 | с   | Летний лагерь                         | Bunk’d                                       | Гвен Флорес                         |
| 2020—2021 | с   | Дом Рэйвен                            | Raven’s Home                                 | Гвен Флорес                         |
| 2021      | тф  | Снова Рождество                       | Christmas Again                              | Ровена                              |
| 2022      | мф  | Миньоны: Грювитация                   | Minions: The Rise of Gru                     | дополнительные голоса               |
| 2022      | с   | Ультра Вайолет и Чёрный скорпион      | Ultra Violet & Black Scorpion                | «Ультра Вайолет» / Вайолет Родригез |

## Награды и номинации
| Год  | Награда                  | Категория                                                    | Работа                         | Результат |
| ---- | ------------------------ | ------------------------------------------------------------ | ------------------------------ | --------- |
| 2016 | Young Entertainer Awards | Лучшая молодая актриса второго плана в художественном фильме | Здравствуй, папа, Новый год!   | Номинация |
| 2018 | Young Entertainer Awards | Лучшая молодая актриса второго плана в художественном фильме | Здравствуй, папа, Новый год! 2 | Номинация |
| 2018 | TV Scoop Awards          | Лучший прорыв                                                | Люцифер                        | Победа    |
| 2021 | Imagen Awards            | Best Young Actor — Television                                | Летний лагерь                  | Номинация |
| 2022 | Imagen Awards            | Best Young Actor — Television                                | Снова Рождество                | Номинация |